# Nausori International Airport
Nausori International Airport är en flygplats i Fiji. Den ligger i den östra delen av landet, 17 km nordost om huvudstaden Suva. Nausori International Airport ligger 5 meter över havet. Den ligger på ön Viti Levu.
Terrängen runt Nausori International Airport är platt. Runt Nausori International Airport är det ganska tätbefolkat, med 60 invånare per kvadratkilometer. Närmaste större samhälle är Nausori, 2,9 km väster om Nausori International Airport. I omgivningarna runt Nausori International Airport växer i huvudsak städsegrön lövskog.